# توجان (ولاية قابس)
توجان هي إحدى قرى جبل مطماطة الأمازيغية من ولاية قابس بالجنوب التونسي، وتقع غير بعيد عن مدينة مدنين. تقول الرواية أن العديد من سكانها الأصليين من البربر قد رحلوا إلى مناطق بالساحل التونسي حيث أسسوا بلدة المكنين وبلدة القلعة الكبرى. وفي مقابل ذلك قدم إليها منذ خمسة قرون البعض من قبيلة أولاد ثابت وافدين من «الساقية الحمراء» واستقروا بالقرية إلى جانب من يرحل من الأهالي. انحدرت من أولاد ثابت عدة عروش هي: أولاد مهلهل، أولاد حسن، القلعيين، الجماعيين، أولاد بوراس، أولاد يوسف. ويسمون بصف الفصيل. أما الصف الثاني من أولاد ثابت فيتكون من عروش: أولاد بن دادة، الحمازة، الجوابيط، البراوكة، العيايدة، الأدباش، أولاد هلال. كانت منطقة توجان في القرن التاسع عشر تؤدي الضريبة إلى قايد مدنين، ولكن في عام 1880 ألحقت بمنطقة مطماطة. أما حاليا فهي تتبع لمعتمدية مارث وانقسمت إلى أربع عمادات هي: دخيلة توجان، تونين، زمرتن، توجان القديمة.
توجان وفي الأمازيغية تعني عين ببداية الجبل قرية بربرية لها من العمر أكثر من 1500 سنة أول من سكنها من القبائل الموجودة بها حاليا أولاد بنداده والقلعين وأولاد بنداده يعتقد في انتمائهم إلى البربر وفي العامل الفيسيولوجي ما يؤكد هذه الفرضية.
تنقسم توجان إلى فسمين فصيل / الطايشه.تتكون فصيل من العروش التالية : أوربية لعرشي أولاد هلال والحمازه.

## مرجع
H. Menouillard, "Contribution à l'étude de l'origine de la population des Montagnes de Matmata", in، Revue Tunisienne, Janv. 1912
توجان بلاد البركة ودوان فيها حوس وطمان كانك عطشان نريك العين الفوقية نوريك العين رهى ما بين الكفين الخروبة وتمامين وجة ثخلة تخت الكرفية بجاه الصلحين انشله يحدو فيك اوفيا توجان ابلاد البركة ودوان.